# Чіа (богиня)
Чіа — богиня Місяця, покровителька родючості, танців у міфології чибча-муїска. Ім'я перекладається як «Місяць». Часто поєднувалася з іншими жіночими божествами Уітакою та Юбекайгуайєю. Була однією з найважливіших богинь, оскільки календар (а отже, основні моменти життя) муїска був місячним.

## Міфи
Згідно з міфами муїска, бог Чімінігагуа наприкінці творення світу перетворив найкрасивішу жінку на Місяць, а найвродливішого чоловіка — на Сонце (Суа). На небі вони стали подружжям. За іншим міфологічним сюжетом, на Місяць перетворився творець людей, прабатько чибча — усаке поселення Согамосо. Ще за одним міфом богинею Чіа стала дружина Бочіки — Уітака.
Чіа сприяла більшій родючості землі тим, що створювала хмари й викликала дощі. При цьому перебувала в нерозривній єдності з Уітакою та Юбекайгуайєю. Сонячне затемнення муїски уявляли як спробу Чіа затьмарити свого норовливого чоловіка Суа.
Згідно з міфом, священні гірські озера муїсків утворилися внаслідок падіння на землю божественних сліз богині Чіа.

## Культ
На думку дослідників, спочатку була головним божеством одного з південних племен муїска, що так й звався чіа. Невідомо, чи плем'я прийняло назву богині, чи назва племені перейшла на божество. З поступовим переходом від племінних відносин та утворення політичних об'єднань культ Чіа поширився скрізь серед муїска. Разом з тим головний храм богині Чіа був у родинному місті племені чіа місті Чіа, звідки походять правителі держави Баката — сіпи. Спадкоємець трону Бакати носив титул чіа. Вважалася покровителькою династії сіп.
Як жертвоприношення муїски приносили золоті прикраси й найліпші керамічні вироби. Разом з тим богині Чіа приносили людські жертви, втім, не такі великі й криваві, як богу Сонця-Суа.